# Daniela Bakerová
Daniela Bakerová (* 13. srpna 1946 Bratislava) je slovenská herečka.
V roce 1971 vystudovala činoherní herectví na Janáčkově akademii múzických umění v Brně.
Hrála například ve filmu Vrchní, prchni, v němž ztvárnila postavu Erny (manželky pana Pařízka, jehož hrál Zdeněk Svěrák). Vystupovala též s Karlem Krylem.